# سارة مانرز
سارة مانرز (بالإنجليزية: Sarah Manners)‏ هي ممثلة إنجليزية، ولدت في 25 أغسطس 1975 في برمينغهام، المملكة المتحدة. اشتهرت بدورها في دور جوانا هيلم في المسلسل التلفزيوني الأطباء وبيكس رينولدز في الحوادث.

## فيلموغرافيا
| سنة       | لقب                            | دور            | ملاحظات              |
| --------- | ------------------------------ | -------------- | -------------------- |
| 1997      | إيست إندرس                     | مضيف المطار    | حلقة واحدة           |
| 1998      | سكر سكر                        | سكر سكر        | حلقة واحدة           |
| 1998      | المس و اذهب                    | قاضى           | حلقة واحدة           |
| 2000-2001 | الأطباء                        | جوانا هيلم     | سلسلة عادية 157 حلقة |
| 2002      | جريمة حقيقية                   | تريسي أندروز   | حلقة واحدة           |
| 2001      | قتال الأغنام                   |                | حلقة واحدة           |
| 2001      | هوليوكس: موفين' او ان          | سام مارسدن     | حلقة واحدة           |
| 2003      | ارتفاع ميل                     | كيه سي جريجوري | 12 حلقة              |
| 2003      | مسرحية بعد الظهر               | فجر            | حلقة واحدة           |
| 2003-2005 | ضحية                           | بيكس رينولدز   | 107 حلقة             |
| 2004      | هولبي سيتي                     | بيز رينولدز    | حلقة واحدة           |
| 2006      | مايو                           | لوري فوس       | حلقة واحدة           |
| 2009      | للسرطان وما بعده               | الكسندرا       | حلقة واحدة           |
| 2010      | مشروع القانون                  | كيرستي نايت    | 19 حلقة              |
| 2013      | لوط الوظيفة                    | جين            | حلقة واحدة           |
| 2015      | متطابقات                       | جانيت فون فويس | فيلم؛ دور صوتي       |
| 2016      | أخوات                          | داريل          | فيلم قصير            |
| 2019      | 7 أيام: قصة المكفوفين ديف هيلي | ديبي هيلي      | فيلم                 |

## روابط خارجية
- سارة مانرز على موقع IMDb (الإنجليزية)
- سارة مانرز على موقع قاعدة بيانات الفيلم (الإنجليزية)